# 北门街道 (芜湖市)
北门街道，是中华人民共和国安徽省芜湖市镜湖区下辖的一个乡镇级行政单位。

## 行政区划
北门街道下辖以下地区：
上水门社区和杏花村社区。